# Сапорта, Гастон де
Гастон де Сапорта (фр. Gaston de Saporta;23 августа 1823, Сен-Зашари, Вар, Франция — 28 января 1895, Экс-ан-Прованс, Франция) — французский палеоботаник, член Французской АН.

## Биография
Родился Гастон де Сапорта 23 августа 1823 года в Сен-Зашари в семье Адольфа де Сапорта (1800-79) и Ирены де ла Море (1799-1879). Гастон Сапорта работал в области палеоботаники и эволюции. Был знаком лично с Чарльзом Дарвином и продолжил его деятельность. Смерть обоих родителей в 1879 году резко подорвали здоровье Гастона Маркуса де Сапорта.
Скончался Гастон Маркус де Сапорта 28 января 1895 года в Экс-ан-Провансе.

## Личная жизнь
Гастон Маркус де Сапорта был женат дважды — первой женой была Валентина де Форбин ла Барбен, которая скончалась в 1850 году. Затем Гастон женился второй раз на Эмилии де Габриэле де Губбио. У них родился сын Антоине де Сапорта (1855-1914), который стал писателем.

## Научные работы
Основные научные работы посвящены изучению кайнозойской и мезозойской эры Франции и вопросам эволюции растительного мира. Гастон Маркус де Сапорта — автор свыше 100 научных работ и 40 книг.
- 1860 — Описал около 500 видов ископаемых растений Прованса.
- Высказал предположение, что беннеттиты являются предками покрытосеменных растений.

## Научные труды
- Растения юрского периода, 1872-91.
- Мир растений до появления человека, 1879.

## Список использованной литературы
- Биологи. Биографический справочник.— Киев.: Наук. думка, 1984.— 816 с.: ил